# Green Fields
Green Fields é o terceiro e último single da banda britânica de rock alternativo The Good, the Bad and the Queen, extraído do álbum de mesmo nome, lançado no dia 2 de abril de 2007.
CD single:
1. Green Fields - 2:26
2. England, Summer (in black & white) Polling Day - 4:58
3. Green Fields (Original Demo) - 2:39
4. Kingdom Of Doom (vídeo musical) - 2:42

7 inch part 1
- Strana A:

1. Green Fields - 2:26

- Strana B:

1. England, Summer (in black & white) Dog House - 4:06

7 inch part 2
- Strana A:

1. Green Fields - 2:26

- Strana B:

1. England, Summer (in black & white) Polling Day - 4:58